# Chiesa di San Zenone (Chiopris-Viscone)
La chiesa di San Zenone è un edificio religioso di Viscone, frazione di Chiopris-Viscone, in provincia di Udine ed arcidiocesi di Gorizia; fa parte del decanato di Visco.

## Storia
La prima menzione di una chiesa a Viscone, dedicata ai santi Zenone e Maria, è da ricercarsi nella visita pastorale dell'arcivescovo coadiutore di Aquileia Francesco Barbaro del 1593, dalla quale s'apprende che detta cappella era circondata dal cimitero e che aveva un unico altare.
Durante il XVII secolo la chiesa fu riedificata completamente.
Nel 1861 partirono i lavori di rifacimento della chiesa, conclusi nel 1878. Nel 1912 vennero eseguiti gli affreschi del presbiterio da Giulio Justolin. Nel 1990 la chiesa fu completamente restaurata.

## Descrizione

### Interno
Opere di pregio conservate all'interno della chiesa sono l'affresco del soffitto raffigurante la Madonna adorata dai Santi Antonio Abate, Zenone, Giovanni Battista e Giovanni Nepomuceno, dipinto nel XIX secolo da Lorenzo Bianchini, l'altare maggiore del lapicida Giovan Battista Novelli, risalente al XIX secolo e impreziosito con le statue di San Giovanni Nepomuceno, realizzata nel 1765, e di San Zenone, scolpita tra il 1890 e il 1891.